# Germán Ospina
Germán Alirio Ospina Castro (La Unión, Antioquia; 28 de marzo de 1972) es un ciclista profesional colombiano, que corrió en el Orgullo Antioqueño.

## Palmarés
1990
- Campeón de la Vuelta del Porvenir de Colombia

1996
- Campeón de la Clásica de El Carmen de Viboral
- Campeón de la "Clásica El Carmen"

1997
- Campeón de la Vuelta a Antioquia
- Campeón de la "Clásica Itagüí"
- 2º en la Vuelta a Cundinamarca